# Anthrenus aegyptiacus
Anthrenus aegyptiacus es una especie de escarabajo de piel del género Anthrenus, categorizada en la tribu Anthrenini, de la subfamilia Megatominae.

## Distribución
Se distribuye por África: Argelia y Egipto.

## Taxonomía
Fue descrita por Pic en 1899.